# Converse Memorial Library
Die Converse Memorial Library (auch Converse Memorial Building) beheimatete von 1885 bis 1996 die öffentliche Bibliothek von Malden im Bundesstaat Massachusetts der Vereinigten Staaten. Das Ende des 19. Jahrhunderts von Henry Hobson Richardson entworfene Gebäude wurde 1985 in das National Register of Historic Places eingetragen und 1987 zum National Historic Landmark ernannt. Die Bibliothek befindet sich heute in einem angrenzenden Neubau. Ebenfalls in unmittelbarer Nachbarschaft steht die Kirche First Baptist Church, die von Richardson als komplementäres Bauwerk zur Bibliothek entworfen wurde.

## Architektur

### Außenbereiche
Das aus rotem Sandstein errichtete Gebäude ist nach Süden ausgerichtet und grenzt an die Straßen Salem Street und Park Street. Das ursprüngliche, 1885 fertiggestellte Bauwerk wurde im Laufe der Zeit durch insgesamt drei Anbauten ergänzt und weist heute einen T-ähnlichen Grundriss auf. Der Hauptflügel des Originalbauwerks erstreckt sich über eine Länge von knapp 37 m entlang der Salem Street, während der dazu rechtwinklig angeordnete Seitenflügel über rund 28,5 m entlang der Park Street verläuft.
1896 wurden durch das Architekturbüro Shepley, Rutan and Coolidge zwei Anbauten hinzugefügt, 1916 folgte mit der achteckigen Kunstgalerie ein weiterer Anbau durch Newhall and Blevins. Ein ebenfalls achteckiger, 16,8 m hoher Treppenturm befindet sich an der Vorderseite dort, wo die beiden ursprünglichen Gebäudeteile aufeinander treffen. Jeweils ein kleinerer Turm steht an der südwestlichen und nordöstlichen Ecke des Bauwerks.

### Innenbereiche
Das Innere des Gebäudes besteht größtenteils aus großen Räumen, die durch bogenförmige Öffnungen miteinander verbunden sind. Die Haupthalle ist über 9 m hoch und verfügt über ein Tonnengewölbe mit offenem Gebälk. Tageslicht erhält der Raum über ein Fenster in der westlichen Wand. In den Ecken führen Wendeltreppen auf die Galerie.
Die Oberflächen im Inneren des Gebäudes weisen ein besonderes Design und eine sehr hohe Qualität der Bearbeitung auf. Die Holzoberflächen sind mit Schnitzereien verziert, die sich in einem ausgezeichneten Erhaltungszustand befinden. Wie in den von Richardson entworfenen Bibliotheken in Quincy und North Easton besteht die Innenausstattung aus Weißeiche, deren Oberfläche auf Hochglanz poliert wurde. Die Lamellen und Querrippen der Gewölbedecke, die Täfelung, die Türen und die Verkleidung der Kamineinfassung bestehen aus Erlenblättriger Eiche. 1887 wurde die Beleuchtung elektrifiziert und 1957 durch Leuchtstoffröhren ergänzt.

## Historische Bedeutung
Die Converse Memorial Library ist das letzte von Henry Hobson Richardson entworfene Bibliotheksgebäude und wurde in dem nach ihm benannten Baustil Richardsonian Romanesque errichtet. Die Bibliothek war ein Geschenk des reichen Industriellen Elisha Slade Converse an die Stadt Malden und als Denkmal für dessen Sohn Frank Eugene gedacht, der im Alter von 17 Jahren im Jahr 1863 ermordet worden war. Das Verbrechen ging als der „Malden-Mord“ in die amerikanische Kriminalitätsgeschichte ein und war für den Rest des 19. Jahrhunderts regelmäßig Thema in ganz Massachusetts.
Als 1879 die erste öffentliche Bibliothek in Malden öffnete, war sie wenig mehr als ein kleiner, mit Büchern gefüllter Raum im Rathaus. Bereits 1882 reichte der Platz nicht mehr aus, sodass man auf die Suche nach passendem Ersatz ging.
Im selben Jahr wurde Malden zur City und Elisha Converse zu ihrem ersten Bürgermeister. Er stiftete der Stadt das Converse Memorial Building, um dort die Bibliothek und eine Kunstgalerie unterzubringen. Gemeinsam mit seiner Frau spendete er Gemälde und Skulpturen als Startausstattung, zugleich aber auch finanzielle Mittel für den Unterhalt des Gebäudes und den Ankauf von Kunstgegenständen. Das Kirchengebäude direkt neben der Bibliothek stellt den zweiten Teil des von Converse geplanten Denkmals dar. Nach zwei Jahren Bauzeit wurde die Bibliothek am 1. Oktober 1885 eröffnet, die Kirche folgte jedoch erst rund sieben Jahre später.